# Тунда
Ту́нда (рос. Тунда) — село у складі Іжморського округу Кемеровської області, Росія.

## Населення
Населення — 49 осіб (2010; 107 у 2002).
Національний склад (станом на 2002 рік):
- росіяни — 83 %